# Justicia californica
Justicia californica är en akantusväxtart som först beskrevs av George Bentham, och fick sitt nu gällande namn av D.N. Gibson. Justicia californica ingår i släktet Justicia och familjen akantusväxter. Utöver nominatformen finns också underarten J. c. conferta.

## Bildgalleri

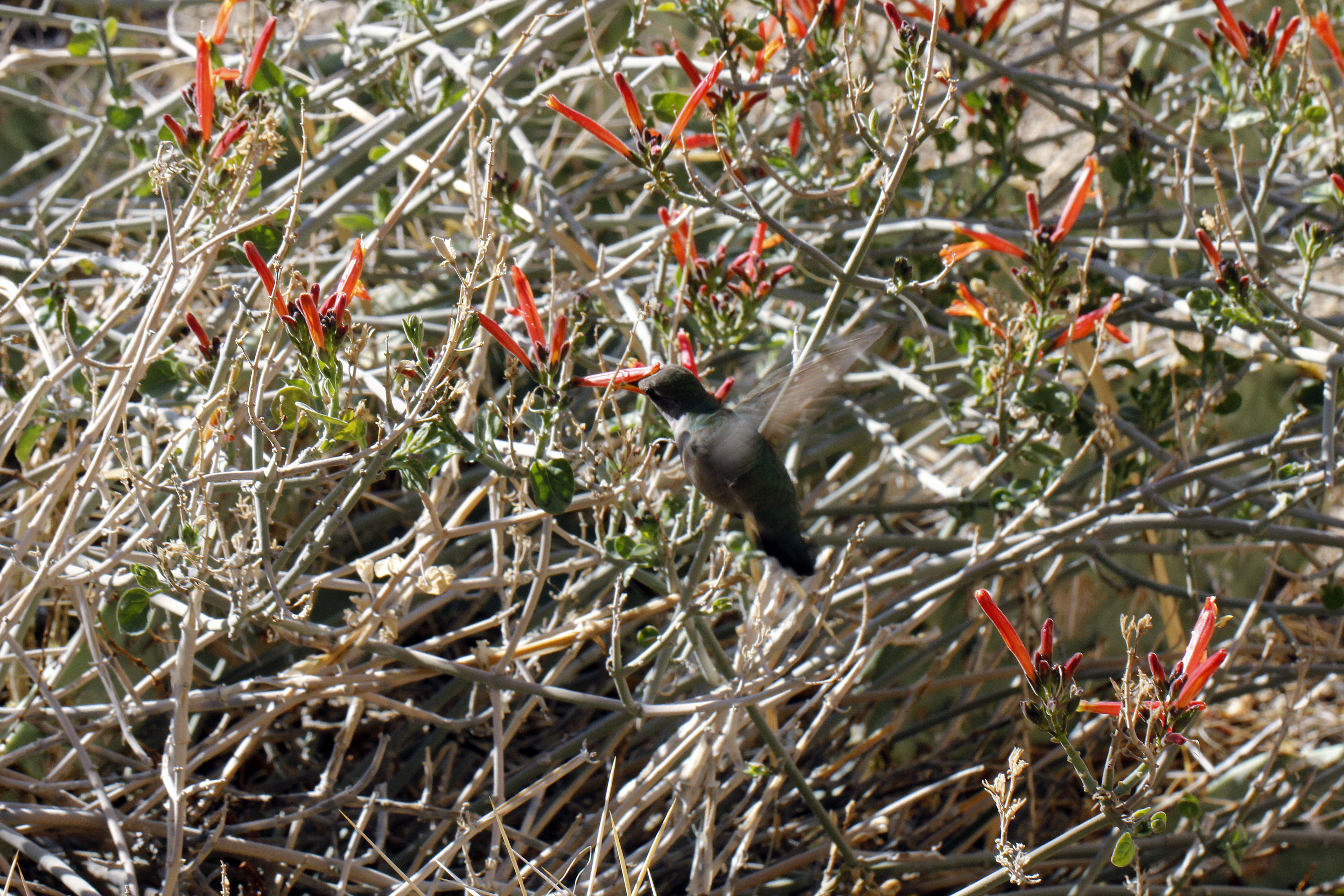
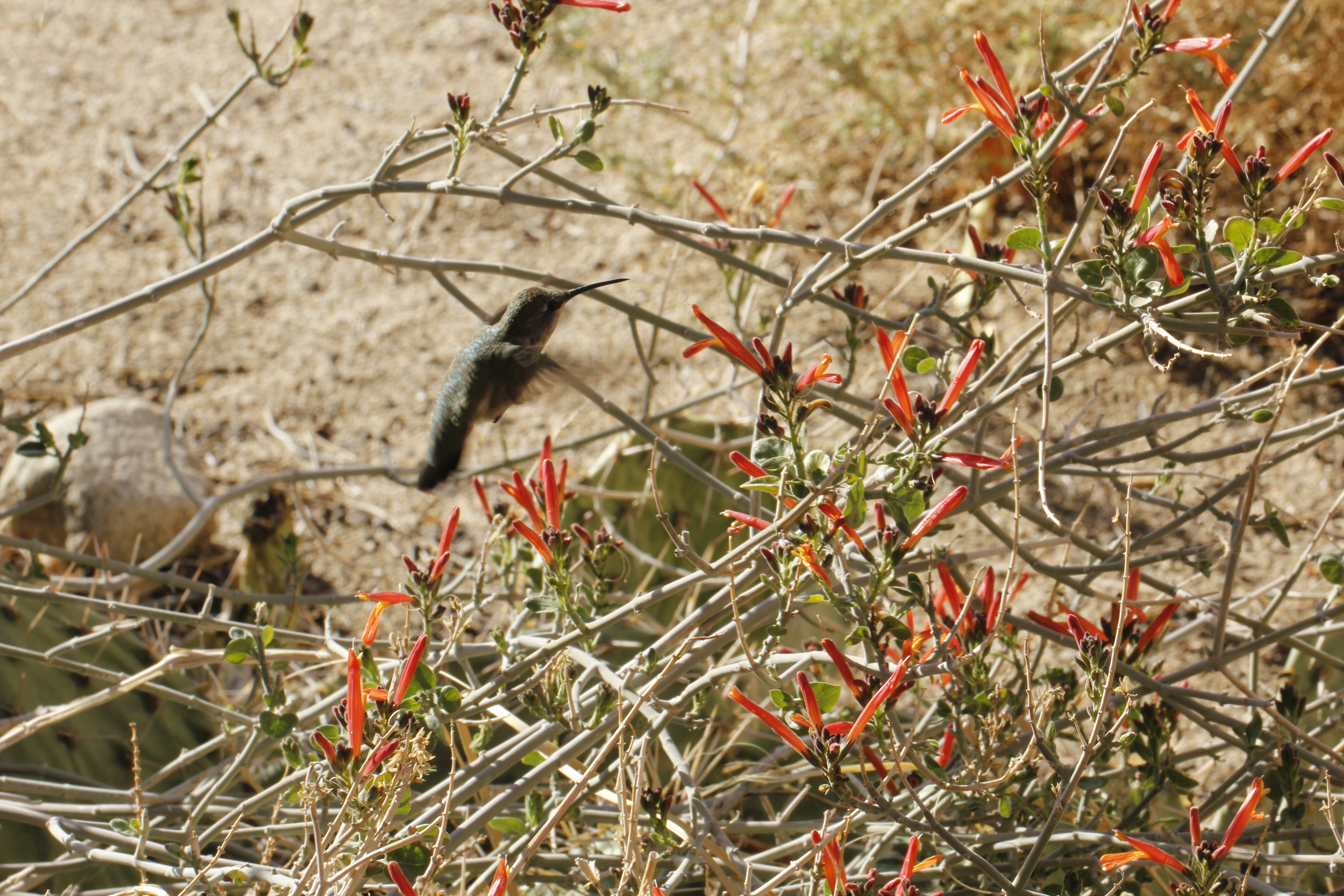
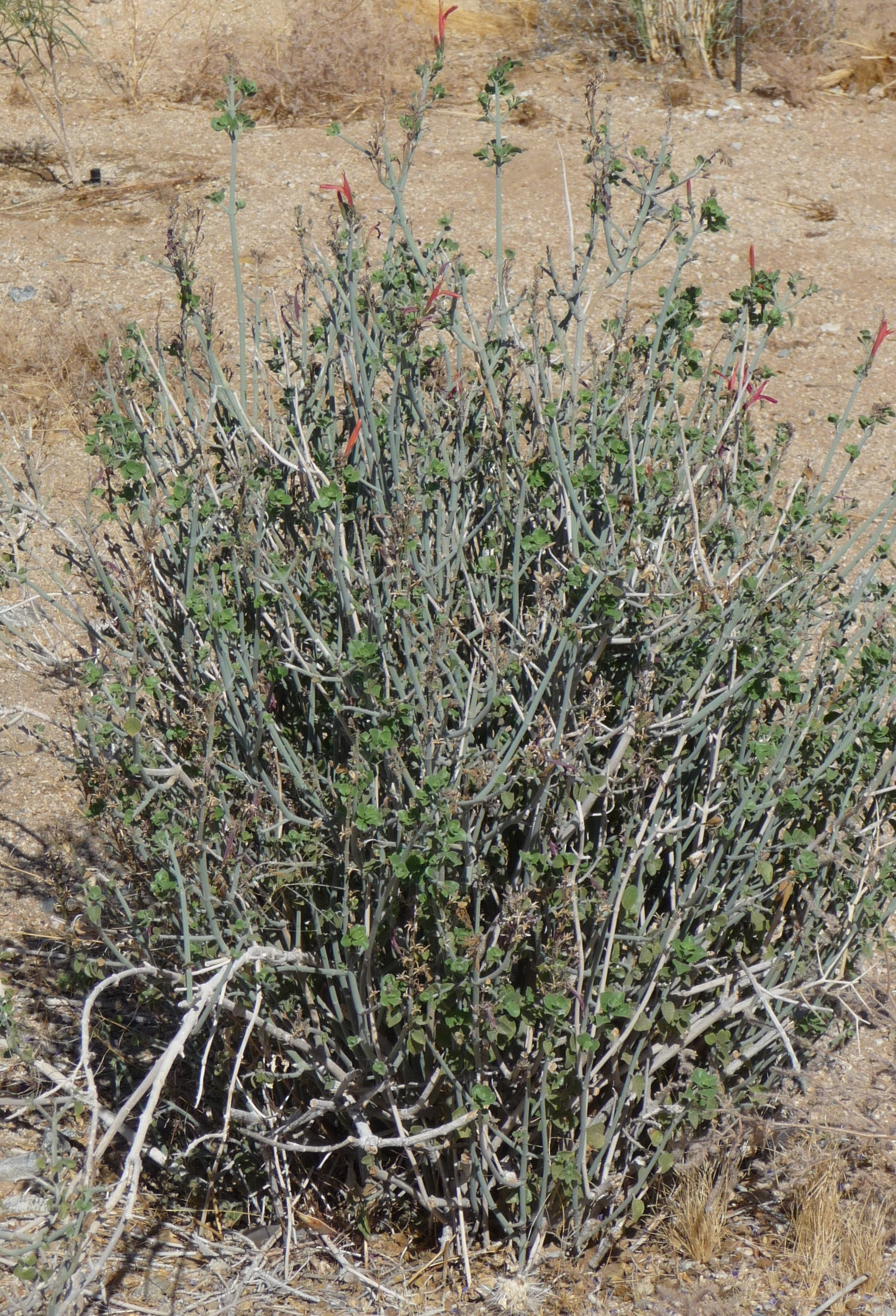
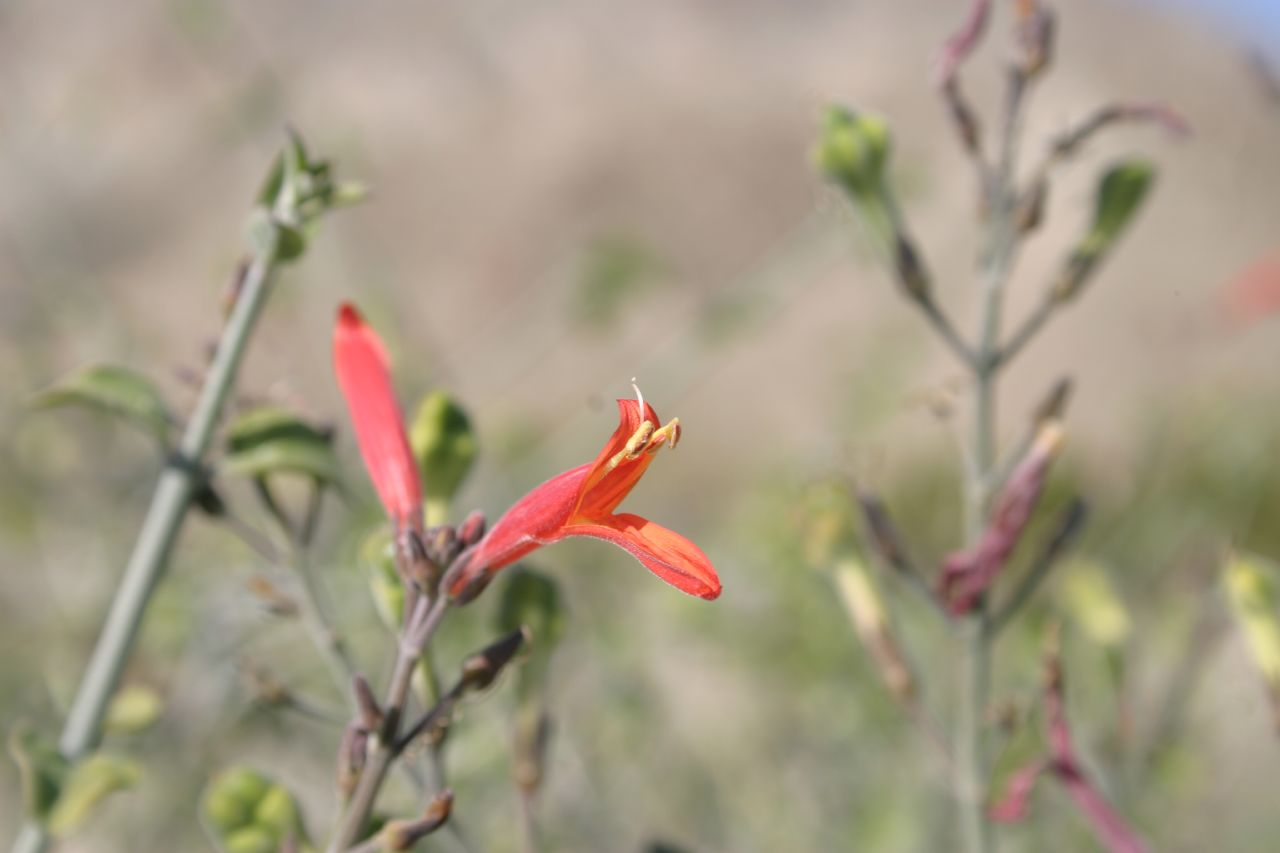
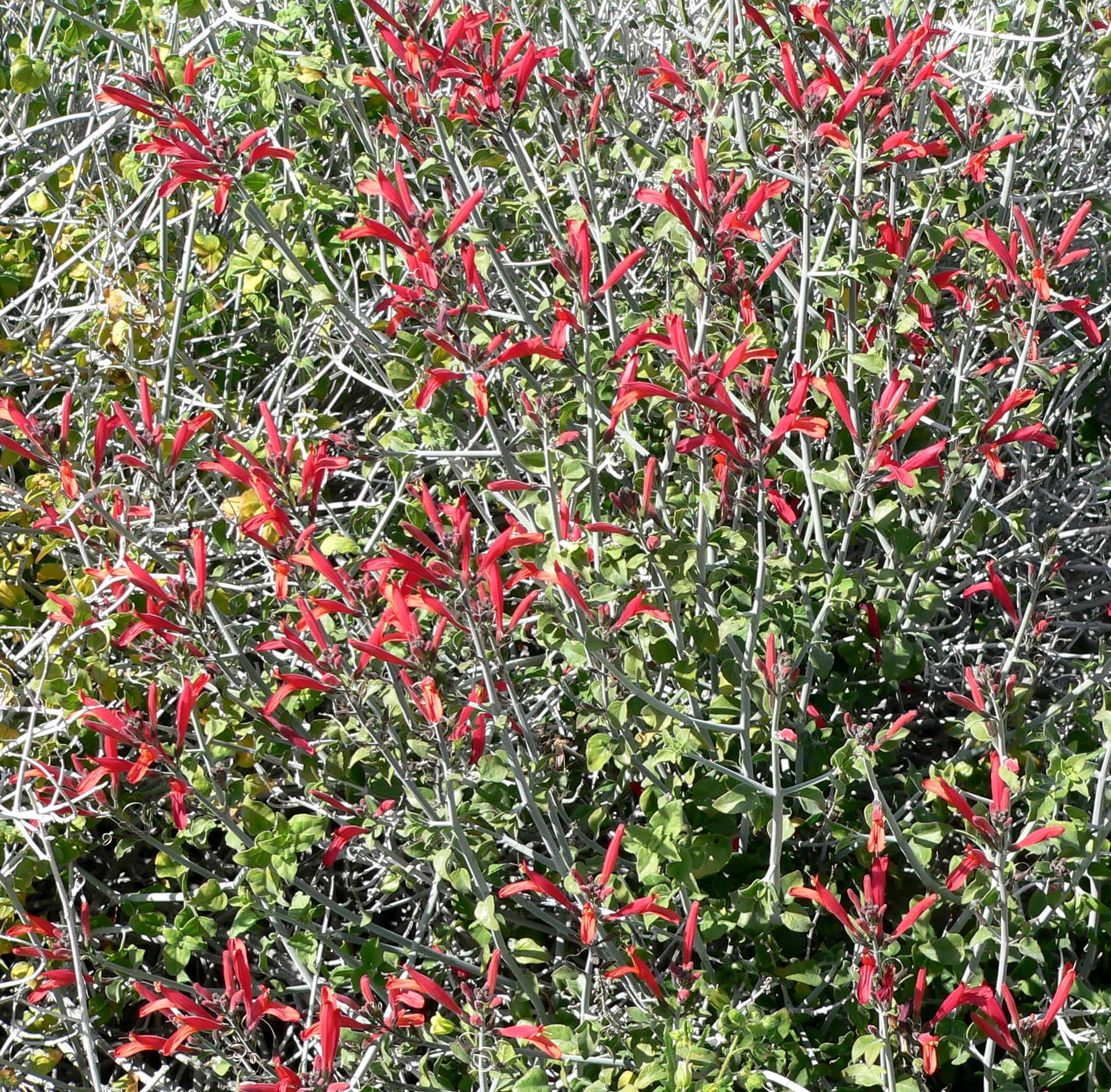
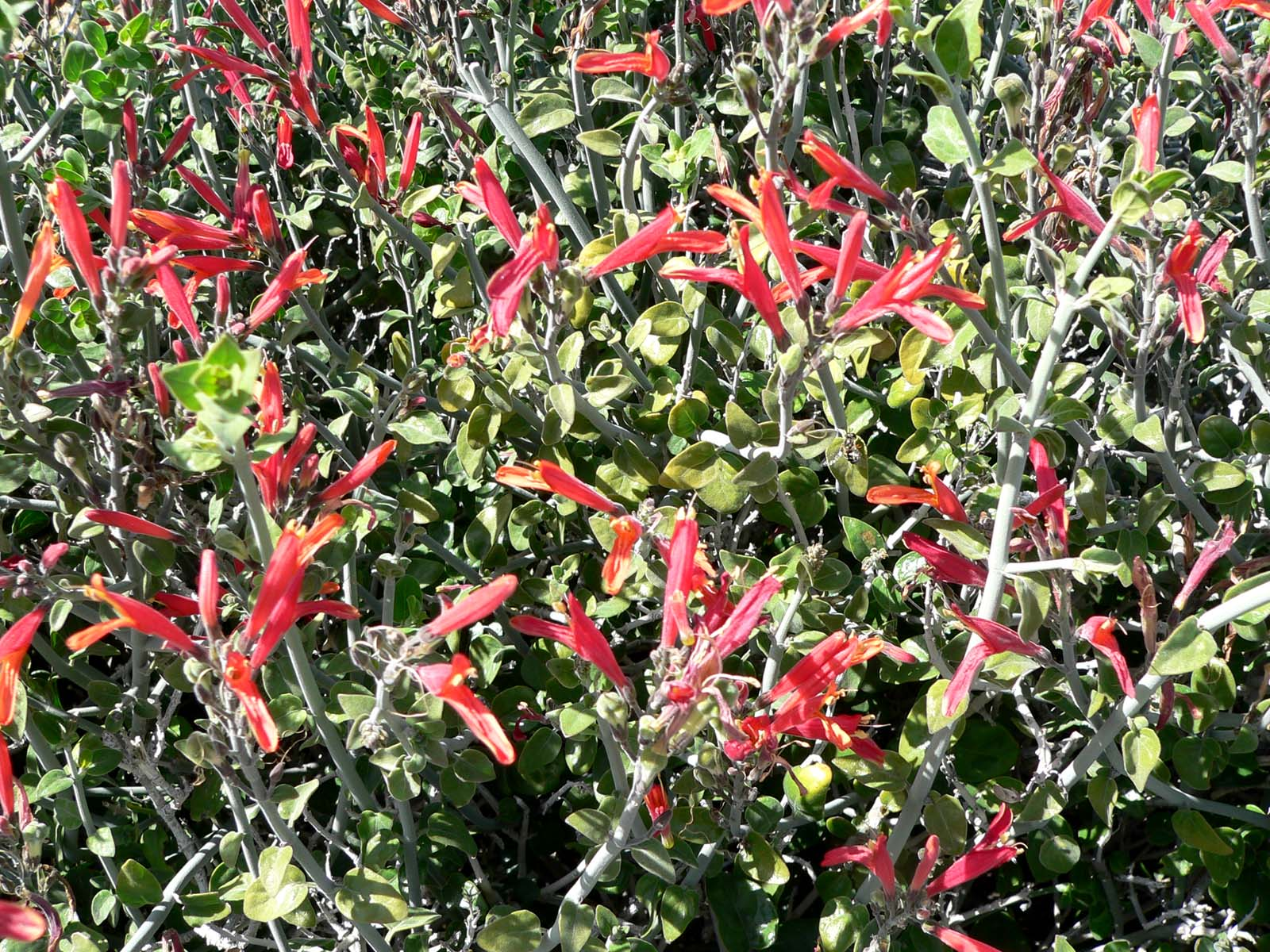